# Ciclone tropicale mediterraneo

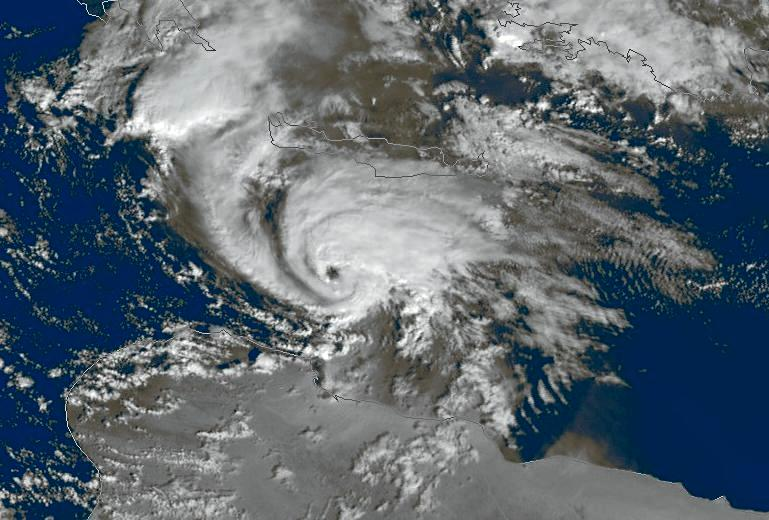
Il ciclone Zeo del dicembre 2005. Durante la sua formazione, a sud di Creta, ha provocato sull'isola venti temporaleschi, alluvioni, danni e vittime.

In meteorologia, il ciclone tropicale mediterraneo (detto anche medicane, dalla fusione dei termini inglesi MEDIterranean hurriCANE "uragano mediterraneo") è un sistema di bassa pressione caratterizzato da un nucleo caldo, convezione temporalesca attorno ad un centro di venti ben definito, piogge torrenziali, forti venti, che tipicamente compare nell'area del bacino del Mediterraneo.
I cicloni tropicali sul Mediterraneo, per quanto anomali, si sviluppano per transizione tropicale, un processo caratterizzato dalla trasformazione dinamica e termodinamica di un ciclone extratropicale in un ciclone tropicale.
Questo processo permette la formazione di cicloni tropicali anche oltre i 30° di Latitudine e su superfici marine inferiori ai 26 °C, generalmente considerate necessarie per lo sviluppo di questi sistemi.

## Descrizione

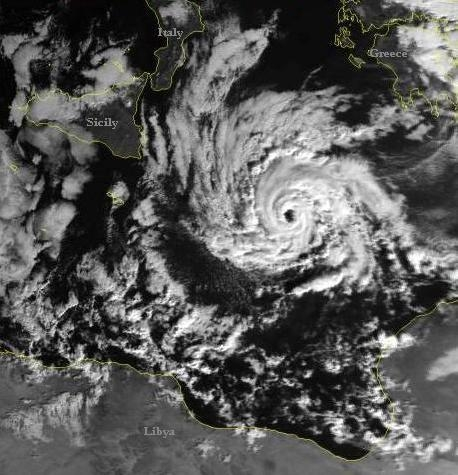
Ciclone mediterraneo Celeno, gennaio 1995.

Fra i vari fenomeni convettivi che interessano il Mediterraneo a diverse scale spaziali e temporali (fronti freddi, mesocicloni, celle isolate) i cicloni Mediterranei sono i meno conosciuti. "Cicloni mediterranei", in senso lato, vengono spesso chiamate le più intense depressioni (minimo al suolo inferiore a 1000 hPa), caratterizzate dalla presenza di un centro di bassa pressione ben delimitato e da venti particolarmente intensi.
Nell'ambiente meteorologico sono stati spesso chiamati "bombe meteorologiche" così definite da T. Bergeron: "un approfondimento molto rapido del ciclone extratropicale, nel quale la caduta di pressione in superficie corrisponde a 1 hPa ogni ora o più per un periodo di almeno 24 ore". 

### Morfologia dei cicloni mediterranei
I veri e propri cicloni mediterranei, detti anche TLC (Tropical Like Cyclones ovvero Cicloni di tipo tropicale) sono in tutto e per tutto simili a quelli delle zone tropicali. Si caratterizzano morfologicamente per una struttura a spirale delle nubi con occhio molto ben delineato e persistente, circondato da una muraglia di nubi torreggianti e con moti di aria calda discendente all'interno.
Il vento supera, almeno in prossimità di questa muraglia, i 118 km/h sulla Scala Beaufort e sono presenti violenti, persistenti ed abbondanti piogge a prevalente carattere temporalesco e di rovescio (intensità massima di 500 mm/h o talvolta anche più). Il diametro massimo dei cicloni mediterranei è di 200–400 km. La durata temporale è molto variabile ma in genere è limitata a 1 o 2 giorni (molto spesso tali fenomeni durano solo poche ore). Nell'unico caso in cui è stato possibile misurare la pressione nei pressi del minimo (quello del 16 gennaio 1995) grazie ad una nave meteorologica tedesca, la Meteor che si trovava nei pressi della tempesta, è stato di 975 hPa con venti di 73 nodi (135 km/h).
Coerentemente con le classificazioni di intensità globali dei cicloni tropicali, i sistemi entro l'intensità di 33 nodi vengono definiti depressioni tropicali, fra 34 e 63 nodi tempeste tropicali e solo i sistemi con intensità superiore a 64 nodi (118 km/h) possono essere classificati come "uragani" (tifoni nel Pacifico). Attualmente nessuna agenzia meteorologica ufficiale si occupa della classificazione dei cicloni tropicali sul Mediterraneo. Tuttavia un'analisi del Noaa nel periodo sperimentale di osservazione dell'anno 2011, ha classificato il ciclone Mediterraneo Rolf del novembre 2011 come una Tempesta tropicale di intensità T3.0 (45-50 nodi) sulla scala Dvorak. Il Mediterraneo è difatti elencato fra i bacini in cui la formazione di sistemi tropicali è rara ma possibile.

### Genesi dei cicloni mediterranei

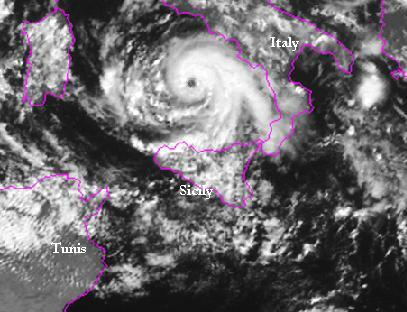
Ciclone Cornelia, ottobre 1996.

La loro origine, come quella degli uragani tropicali, è da ricercarsi nell'eccesso di energia termica accumulata sopra il mare (in questo caso il mar Mediterraneo). Tale energia viene trasformata rapidamente in energia cinetica, ovvero in un intenso moto vorticoso dell'aria, con minima dispersione in moti traslazionali essendo una struttura quasi isolata.
Il periodo dell'anno in cui si possono verificare è quello in cui la temperatura superficiale del mar Mediterraneo è più alta (intorno ai 26 °C), condizione che si verifica normalmente tra agosto e settembre sullo Ionio, sul basso Tirreno, sul canale di Sicilia, sul mar Libico, sul mar di Sardegna e sull'Adriatico centrale, ma possono formarsi comunque tra luglio e gennaio se ci sono altre condizioni favorevoli. Insoliti cicloni tropicali nati in mesi inusuali, a latitudini relativamente alte e su temperature marine ben al di sotto dei 26 °C, come Arlene nell'aprile 2010, Alex nel gennaio 2016, Grace nell'ottobre 2009 e Vince nell'ottobre 2005 sono esempi equivalenti ai rari cicloni tropicali sul Mediterraneo. Tutti questi sistemi tropicali hanno avuto un'origine inizialmente non-tropicale (extratropicale), e solo in un secondo momento sono transitati in cicloni tropicali, proprio come la maggior parte dei cicloni mediterranei. 
Condizione necessaria per la loro nascita è la presenza di aria molto calda e prossima alla saturazione nei bassi strati sopra la superficie del mare.
Per innescare però la liberazione dell'energia in eccesso è necessaria la formazione di un'area di convergenza nei bassi strati che determini la nascita di moti ascensionali e quindi di una piccola depressione al suolo. Tale situazione si può presentare per i seguenti motivi:
- presenza di un vortice isolato in quota (cut off)[3]
- passaggio di un ramo del getto polare in quota[3]
- presenza di un gradiente termico verticale fortemente superadiabatico in prossimità del suolo o negli strati prossimi ad esso (diminuzione della temperatura superiore ad 1 °C ogni 100 metri fino ad una quota di circa 1000 metri)[3]
- presenza di un'area di discontinuità frontale quasi stazionaria al livello del mare[3]

L'ascesa dell'aria, se non ostacolata da alte pressioni dinamiche con moti discendenti, causa il raffreddamento per espansione adiabatica e quindi la condensazione del vapore d'acqua in essa contenuto, ma la condensazione libera il calore latente di evaporazione che è il calore che l'acqua aveva assorbito in precedenza per evaporare, prendendolo dall'energia solare; questo calore si aggiunge al calore sensibile già presente nell'aria calda e determina un'ulteriore ascesa dell'aria che continua finché viene raggiunto il livello di congelamento, dove si libera ulteriore calore latente di fusione e così il meccanismo si autoalimenta.

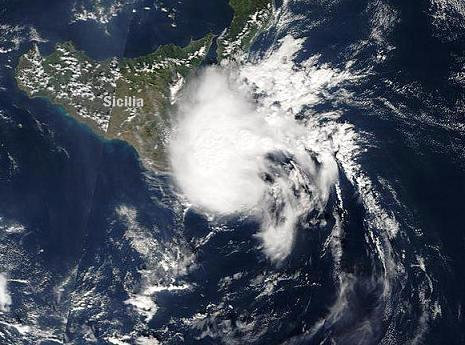
Ciclogenesi tropicale davanti alle coste della Sicilia orientale nell'ottobre 2005.

Tutto ciò se il rifornimento di vapore continua (persistenza sul mare) e se persistono le condizioni che favoriscono l'ascesa dell'aria causa la formazione di un vortice grazie alla ben nota forza di Coriolis (forza deviante): a questo punto il vortice funziona come una pompa aspirante che continua a risucchiare vapore e calore dal mare; intensificandosi sempre più, la pressione precipita a valori molto bassi (difficilmente misurabili) ed il vento raggiunge le intensità massime.
Le principali fasi di sviluppo di un ciclone mediterraneo sono:
1. si crea un'onda termica, con un settore caldo ben definito localizzato nel settore sud-orientale della depressione al suolo; i venti sono deboli;
2. non appena il processo convettivo ha inizio, l'aria calda ed umida viene aspirata verso l'alto finché del precedente settore caldo rimangono poco tracce; i venti iniziano ad intensificarsi attorno al minimo di pressione al suolo;
3. non appena il ciclone comincia a svilupparsi ed accrescersi si crea un "cuore" (core) con aria calda e più secca di quella circostante; i venti raggiungono la loro massima intensità;
4. dopo circa 37 ore dalla formazione del ciclone al suolo il "cuore" ha temperature di 6-8 °C superiori a quella della circostante aria fredda che di solito si trova nel settore nordoccidentale del TLC.

Tale struttura è simile a quella osservata negli uragani ed essa si estende fin verso i 400 hPa (circa 7000 metri).